# Международная организация по изучению генома человека
Международная организация по изучению генома человека (англ. The Human Genome Organisation, HUGO) — организация, созданная в рамках проекта «Геном человека». HUGO была создана в 1989 году в качестве международной организации, прежде всего для стимулирования сотрудничества между генетиками во всем мире. С момента образования в HUGO вошли 220 учёных из разных стран, в том числе пять советских биологов. С 2013 года президентом организации является греческий генетик Стилианос Антонаракис.
С самого начала работ по геномному проекту была выработана договорённость об открытости и доступности всей получаемой информации для его участников независимо от их вклада и государственной принадлежности. Все 23 хромосомы человека были поделены между странами-участницами. Советские учёные должны были исследовать структуру 3-й и 19-й хромосом. Однако в связи с политической обстановкой в СССР и последующем его распадом финансирование этих работ было урезано, и реального участия в секвенировании советские учёные не принимали. Программа геномных исследований в России была полностью перестроена и сконцентрирована на новой области — биоинформатике, занимающейся анализом и осмыслением уже полученных результатов.
На сегодняшний день целями исследований HUGO являются:
- Исследование природы, структуры, функций и взаимодействий генов, геномных элементов и генома человека, а также установление взаимосвязи между генами и соответствующими заболеваниями;
- Изучение природы, распределения и эволюцию генетических вариаций в организме человека и в других организмах;
- Установление взаимосвязи между генетическими изменениями и окружающей средой, изучение генетических особенностей различных народов и разработка методов диагностики, лечения и профилактики генетических заболеваний;
- Развитие сотрудничества, распространение информации и координация деятельности в областях протеомики, биоинформатики, моделирования биологических систем, а также в области медицинских наук.